# Cahersiveen
Cahersiveen (iriska: Cathair Saidhbhín) är en ort i republiken Irland. Den ligger i grevskapet Ciarraí och provinsen Munster, i den sydvästra delen av landet, vid en havsvik. Cahersiveen ligger 15 meter över havet och antalet invånare är 1 168.
Terrängen runt Cahersiveen är lite kuperad. Trakten runt Cahersiveen består i huvudsak av jordbruksmark.